# Шапито-шоу
«Шапито́-шо́у» — музыкальная кинокомедия с элементами драмы, вышедшая в широкий прокат в январе 2012 года (премьеры на различных фестивалях состоялись в 2011 году). Снят участниками творческого объединения «СВОИ2000» в 2008—2010 годах.
В прокате фильм был разделён на 2 части: «Любовь и дружба» и «Уважение и сотрудничество». По телевидению фильм впервые был показан на канале НТВ 3 и 4 ноября 2012 года.
В журнале «Сеанс» были опубликованы отрывки литературного сценария к фильму. В интернете существовали виртуальные реализации деятельности вымышленных героев фильма — блог Киберстранника, видеоканал продюсера и сайт арт-группы «Толпа», организованной Никитой и Серёжей Поповым.

## Художественные особенности
Фильм разделён на четыре части — пересекающиеся истории путешествия к морю. У каждой из частей своя тема: любовь, дружба, уважение и сотрудничество. Сюжеты новелл рассказывают о героях, приезжающих в курортный городок Симеиз, и поворотных моментах, меняющих их жизнь. Истории развиваются параллельно, и герои разных историй постоянно пересекаются (а некоторые из них были знакомы и до приезда на море). В одной сходят с ума от любви, в другой переживают непонимание друзей, в третьей пытаются обратить на себя внимание отца, в четвёртой — выстроить взаимовыгодное деловое сотрудничество. В конце каждой из историй между двумя основными персонажами происходит объяснение, в ходе которого один обвиняет другого в предательстве. Все сюжеты заканчиваются походом на вечернее шоу в шапито и пожаром, во время которого шапито сгорает.

## Сюжет

### Любовь
В интернете знакомятся девушка Вера и молодой человек Алёша, называющий себя Киберстранником. По настоянию Веры они встречаются в реальной жизни, а потом едут вместе в Крым, где останавливаются в Симеизе. Киберстранник всячески пытается показать, что путешествие тяготит его, и в конце концов они ссорятся с Верой, которая встречает друзей и развлекается с ними. Решив уехать, Алёша, однако, понимает, что успел найти в Вере родственную душу и без неё ему будет ещё хуже. Когда она уходит к друзьям, он бродит по берегу моря во время шторма, где едва не тонет. На следующий день он идёт на представление в шапито, куда приходит и Вера. Во время шоу шапито сгорает.
В эпилоге, который почему-то показан в финале части «Дружба», Вера и Алёша после пожара лежат вдвоём в кровати и признают, что не любят друг друга, но в то же время чувствуют, что жить друг без друга они тоже не смогут.

### Дружба
Слабослышащий Лёша работает на хлебопекарне и в свободное время в театре исполняет песни для глухих. Из-за того, что к нему часто приезжают телекорреспонденты, Лёша ссорится со своими тремя друзьями (также глухими). В компании молодых телевизионщиков, увлекающихся пионерской символикой и возглавляемой неким Сеней, он едет в Крым. Постепенно, однако, между ним и «пионерами» нарастают противоречия: в компании царят гомосексуальные нравы, что не нравится Лёше. Он знакомится с Верой, которая как раз поссорилась с Киберстранником. Случайно он видит на улице своих трёх друзей, которые тоже приехали к морю. Он пишет им смс, приглашая посидеть в кафе, но те отвечают отказом. Наконец, полностью разорвав отношения с «отрядом» Сени, Лёша во время ночного шторма приходит к палатке друзей и спасает их, когда обрушившаяся волна чуть не уносит палатку в море. Сеня объявляет войну «тихому племени». Обе компании встречаются в шапито, когда там происходит пожар.
Это единственная часть, которая имеет открытый финал.

### Уважение
К молодому человеку Никите неожиданно обращается его отец Пётр Николаевич, известный актёр и музыкант, которого он не видел много лет. Отец, чтобы закалить сына, предлагает ему вместе поехать в Крым, где они долго ходят по горам и лесам и где отца скручивает приступ остеохондроза. В Симеизе Петра Николаевича встречает бывший ученик («пионер» Сеня), а режиссёр шапито хочет показать ему своё шоу. Видя, что отец утратил к нему интерес, Никита забирается на заброшенную башню в море, откуда после шторма его вызволяет его друг, продюсер Серёжа Попов. Отец же приходит в шапито и, когда оно сгорает, в панике ищет сына, думая, что он тоже пришёл на шоу.
На следующее утро Пётр Николаевич, отчаявшись найти Никиту, в приступе белой горячки залезает на высокую скалу и начинает там буянить. Хозяин шапито ранит его в ногу из ружья. После этого Никита вместе с отцом уезжает из Крыма на поезде. Во время пути Пётр Николаевич исполняет свою раннюю песню «Серый голубь», его слушает попутчик, а сын фотографирует их.
Единственная часть, чей финал происходит на утро следующего дня после поджога шапито.

### Сотрудничество
Молодой продюсер Серёжа Попов случайно встречает в театре, где репетирует Пётр Николаевич, музыканта Рому, похожего на Виктора Цоя и исполняющего его песни. У Серёжи возникает идея организовать в рамках концептуального проекта «Эрзац-звезда» серию концертов Ромы, одновременно снимая про него фильм. Они едут в Крым с пожилым кинооператором Сергеем Михайловичем. Деньги, которые Серёжа выручил перед поездкой от заклада дедушкиной картины, скоро кончаются, а на концерт в специально арендованном большом зале приходит всего десяток человек. Узнав про шапито, Серёжа приходит к его хозяину с предложением сотрудничества, но тот интересуется только тем, «сколько стоит Цой». Вскоре оказывается, что Рома и Сергей Михайлович устроились работать в шапито без Попова. На заработанные деньги они покупают Серёже бензин для машины. Попов идёт с канистрой бензина на вечернее представление в шапито и поджигает его. Сергей Михайлович и Рома спасаются.

## В ролях
| Актёр                  | Роль                                         |
| ---------------------- | -------------------------------------------- |
| Вера Строкова          | Вера                                         |
| Алексей Подольский     | Алёша («Киберстранник»), новый знакомый Веры |
| Алексей Знаменский     | Лёша Знаменский, пекарь                      |
| Дмитрий Богдан         | Сеня, командир «пионеров»                    |
| Пётр Мамонов           | Пётр Николаевич, актёр и музыкант            |
| Степан Девонин         | Никита, сын Петра Николаевича                |
| Сергей Попов           | Серёжа Попов, продюсер                       |
| Сергей Кузьменко       | Рома-Легенда, двойник Цоя                    |
| Сергей Волжин-Ястребов | Сергей Михайлович, кинооператор              |
| Дмитрий Новиков        | телеоператор-«пионер»                        |
| Юлия Говор             | репортёр-«пионерка»                          |
| Максим Тиунов          | Максим, друг Лёши                            |
| Антон Кузнецов         | Николай, звукооператор-«пионер»              |
| Джим Авиньон           | Джим Авиньон, «пионер»                       |
| Стас Барецкий          | Станислав Валерьевич, хозяин шапито          |
| Александр Шпагин       | Александр Шпагин, режиссёр шапито            |
| Лев Сидоров            | конферансье шапито                           |
| Наталья Рожкова        | певица в шапито                              |
| Сергей Пахомов         | Пахом, дебошир                               |
| Валерий Заводовский    | Валера, друг Лёши                            |
| Евгений Еровенков      | Женя, друг Лёши                              |
| Сергей Колесников      | камео                                        |
| Андрей Лошак           | камео                                        |
| Дарья Спиридонова      | камео                                        |
| Эдвард Тарлецкий       | дива                                         |
| Александр Маслаев      | Александр Маслаев, курортник-поэт            |

## Съёмочная группа
- Генеральный продюсер — Екатерина Герасичева;
- Продюсеры — Алексей Агеев, Михаил Синёв;
- Режиссёр — Сергей Лобан;
- Сценарий — Марина Потапова;
- Операторы — Иван Мамонов, Евгений Цветков;
- Композитор — Жак Поляков;
- Художник-постановщик — Алёна Кудревич;
- Хореограф — Андрей Сергиевский;
- Звукорежиссёр — Анатолий Брандорф

## Музыка к фильму
В фильме звучат 12 песен, исполненные актёрами и группой Karamazov Twins:
1. Песня Веры
2. Песня Киберстранника
3. Песня Шпагина
4. Песня Сына
5. Песня Веры и Киберстранника
6. Песня Знаменского
7. «Мама»
8. Песня Барецкого
9. Песня Попова
10. «3-15-9-20»
11. «Сашка»
12. Песня Попова

## Съёмки
- Многие актёры выступают в фильме под своими настоящими именами. В фильме заняты профессиональные, полупрофессиональные и непрофессиональные актёры[9][10].
- Исполнитель роли оператора Сергея Михайловича (один из основных героев новеллы «Сотрудничество») Сергей Волжин-Ястребов умер во время съёмок фильма[11][12]. Последняя работа Александра Маслаева в кино.
- Картина снималась в Крыму (в Симеизе, Алупке, Эски-Кермене и Кацивели на Океанографической платформе Морского гидрофизического института[13]) и Москве. Съёмки финансировались российским бизнесменом Вадимом Беляевым[14].

## Участие в фестивалях
- 2011 — XXXIII Московский Международный кинофестиваль[15]
- 2011 — Второй Фестиваль молодого европейского кино VOICES[16]
- 2011 — X Международный Канский видеофестиваль[17]
- 2011 — XIX фестиваль российского кино «Окно в Европу» в Выборге[18]
- 2011 — XX Открытый фестиваль кино «Киношок»[19]
- 2011 — IX Московский фестиваль отечественного кино «Московская премьера»

## Награды
Фильм получил специальный приз жюри «Серебряный Георгий» 33-го Московского международного кинофестиваля и гран-при «Золотая лоза» XX Открытого фестиваля кино «Киношок». 3 номинации на премию «Золотой орёл» (1 победа за лучшую работу звукорежиссёра) и 5 номинаций на премию «Ника» (ни одной победы).
- 2011 — Специальный приз жюри «Серебряный Георгий» 33-го Московского Международного кинофестиваля[20]
- 2011 — Гран-при фестиваля и приз «Золотая лоза» XX-го Открытого фестиваля кино «Киношок»[19]
- 2012 — 3 номинации на премию «Золотой орёл»: лучший фильм, лучший сценарий (Марина Потапова) и лучшая работа звукорежиссёра (Анатолий Брандорф; победа).
- 2012 — 5 номинаций на премию «Ника»: лучший фильм, лучшая режиссёрская работа (Сергей Лобан), лучший сценарий (Марина Потапова), лучшая работа художника (Алёна Кудревич), лучшая музыка (Жак Поляков)[21].